# 498

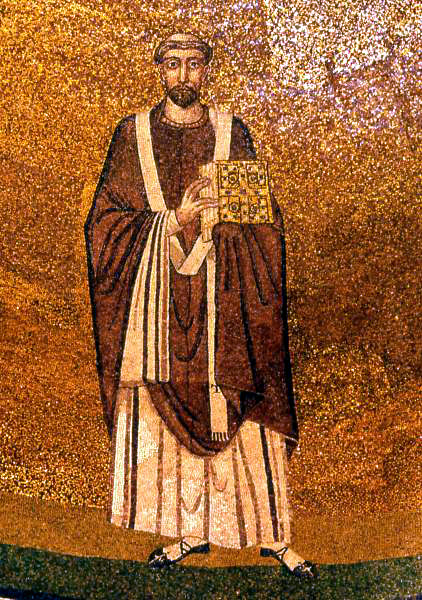
Paus Symmachus (r. 498-514)

Het jaar 498 is het 98e jaar in de 5e eeuw volgens de christelijke jaartelling.

## Gebeurtenissen

### Klein-Azië
- Keizer Anastasius I onderdrukt de opstand in Isaurië (Centraal-Anatolië) en deporteert de rebellen naar Thracië.

### Europa
- De Franken onder bevel van Clovis I veroveren de stad Bordeaux en voeren een plunderveldtocht in Aquitanië.
- Frankisch-Visigotische Oorlog (496-498): Alarik II verslaat het Frankische leger van Clovis en maakt een einde aan de inval. Bordeaux wordt heroverd.
- Het Gaelische koninkrijk Dalriada (huidige Schotland) wordt gesticht.

### Italië
- 22 november - Paus Symmachus (r. 498-514) volgt Anastasius II op als de 51e paus van Rome. Tijdens zijn pontificaat wordt Laurentius door de Byzantijnse kerkgemeenschap gekozen tot tegenpaus. Hij krijgt de steun van Anastasios I, terwijl Symmachus wordt gesteund door koning Theodorik de Grote.

### Perzië
- Kavad I keert met steun van de Witte Hunnen terug uit ballingschap en bestijgt als koning de troon van het Perzische Rijk.

### Japan
- De 9-jarige Buretsu (498 - 507) volgt zijn vader Ninken op als de 25e keizer van Japan.

## Overleden
- 19 november - Anastasius II, paus van de Rooms-Katholieke Kerk
- Ninken, keizer van Japan